# Singapore i olympiska sommarspelen 2012
Singapore deltog i de olympiska sommarspelen 2012 som ägde rum i London i Storbritannien mellan den 27 juli och den 12 augusti 2012.

## Medaljörer
| Medalj | Namn                              | Sport      | Gren                |
| ------ | --------------------------------- | ---------- | ------------------- |
| Brons  | Feng Tianwei                      | Bordtennis | Damsingel           |
| Brons  | Feng Tianwei Li Jiawei Wang Yuegu | Bordtennis | Damernas lagtävling |

## Badminton
- Huvudartikel: Badminton vid olympiska sommarspelen 2012

| Spelare                   | Gren       | Gruppnivå                                           | Gruppnivå                                     | Gruppnivå                               | Gruppnivå | Eliminering                      | Kvartsfinal       | Semifinal         | Final / brons     | Final / brons    |
| Spelare                   | Gren       | Motståndare Poäng                                   | Motståndare Poäng                             | Motståndare Poäng                       | Placering | Motståndare Poäng                | Motståndare Poäng | Motståndare Poäng | Motståndare Poäng | Placering        |
| ------------------------- | ---------- | --------------------------------------------------- | --------------------------------------------- | --------------------------------------- | --------- | -------------------------------- | ----------------- | ----------------- | ----------------- | ---------------- |
| Derek Wong Zi Liang       | Herrsingel | Zilberman (ISR) W (21-9, 21-15)                     | Jørgensen (DEN) L (14–21, 17–21)              | i.u.                                    | 2         | Gick inte vidare                 | Gick inte vidare  | Gick inte vidare  | Gick inte vidare  | Gick inte vidare |
| Gu Juan                   | Damsingel  | Fašungová (SVK) W 21–5, 21–11)                      | V Na (AUS) W (21–10, 21–7)                    | i.u.                                    | 1         | Cheng S-c (TPE) L (18–21, 10–21) | Gick inte vidare  | Gick inte vidare  | Gick inte vidare  | Gick inte vidare |
| Shinta Mulia Sari Yao Lei | Damdubbel  | Cheng W-h / Chien Y-c (TPE) L (21–18, 15–21, 15–21) | Fujii / Kakiiwa (JPN) L (21–16, 19–21, 10–21) | Gutta / Ponnappa (IND) L (16–21, 15–21) | 4         | Gick inte vidare                 | Gick inte vidare  | Gick inte vidare  | Gick inte vidare  | Gick inte vidare |

## Bordtennis
- Huvudartikel: Bordtennis vid olympiska sommarspelen 2012

Herrar
| Spelare                    | Gren   | Inledande omgång     | Runda 1              | Runda 2                 | Runda 3              | Runda 4              | Kvartsfinal          | Semifinal            | Final                | Final            |
| Spelare                    | Gren   | Motståndare Resultat | Motståndare Resultat | Motståndare Resultat    | Motståndare Resultat | Motståndare Resultat | Motståndare Resultat | Motståndare Resultat | Motståndare Resultat | Placering        |
| -------------------------- | ------ | -------------------- | -------------------- | ----------------------- | -------------------- | -------------------- | -------------------- | -------------------- | -------------------- | ---------------- |
| Gao Ning                   | Singel | BYE                  | BYE                  | BYE                     | Tokič (SLO) W (4–0)  | Wang H (CHN) L (1–4) | Gick inte vidare     | Gick inte vidare     | Gick inte vidare     | Gick inte vidare |
| Yang Zi                    | Singel | BYE                  | BYE                  | Drinkhall (GBR) L (1–4) | Gick inte vidare     | Gick inte vidare     | Gick inte vidare     | Gick inte vidare     | Gick inte vidare     | Gick inte vidare |
| Gao Ning Yang Zi Zhan Jian | Lag    | i.u.                 | i.u.                 | i.u.                    | i.u.                 | Australien W (3–0)   | Kina L (0–3)         | Gick inte vidare     | Gick inte vidare     | Gick inte vidare |

Damer
| Spelare                           | Gren   | Inledande omgång     | Runda 1              | Runda 2              | Runda 3                | Runda 4                 | Kvartsfinal            | Semifinal            | Final                  | Final            |
| Spelare                           | Gren   | Motståndare Resultat | Motståndare Resultat | Motståndare Resultat | Motståndare Resultat   | Motståndare Resultat    | Motståndare Resultat   | Motståndare Resultat | Motståndare Resultat   | Placering        |
| --------------------------------- | ------ | -------------------- | -------------------- | -------------------- | ---------------------- | ----------------------- | ---------------------- | -------------------- | ---------------------- | ---------------- |
| Feng Tianwei                      | Singel | BYE                  | BYE                  | BYE                  | Chen S-Y (TPE) W (4–1) | Wu Jd (GER) W (4–2)     | Kim K-A (KOR) W (4–3)  | Ding N (CHN) L (2–4) | Ishikawa (JPN) W (4–0) | 3                |
| Wang Yuegu                        | Singel | BYE                  | BYE                  | BYE                  | Xian Yf (FRA) W (4–0)  | Pavlovich (BLR) W (4–3) | Ishikawa (JPN) L (1–4) | Gick inte vidare     | Gick inte vidare       | Gick inte vidare |
| Feng Tianwei Li Jiawei Wang Yuegu | Lag    | i.u.                 | i.u.                 | i.u.                 | i.u.                   | Polen W (3–1)           | Nordkorea W (3–0)      | Japan L (0–3)        | Sydkorea W (3–0)       | 3                |

## Friidrott
- Huvudartikel: Friidrott vid olympiska sommarspelen 2012

Förkortningar
- Notera – Placeringar gäller endast den tävlandes eget heat
- Q = Kvalificerade sig till nästa omgång via placering
- q = Kvalificerade sig på tid eller, i fältgrenarna, på placering utan att ha nått kvalgränsen
- NR = Nationellt rekord
- N/A = Omgången inte möjlig i grenen
- Bye = Idrottaren behövde inte delta i omgången

Herrar
Bana och väg
| Yeo Foo Ee Gary | 100 m | 10.57 | 2 Q | 10.69 | 8 | Gick inte vidare | Gick inte vidare | Gick inte vidare | Gick inte vidare |

Damer
Bana och väg
| Idrottare        | Event | Heat     | Heat      | Semifinal        | Semifinal        | Final            | Final            |
| Idrottare        | Event | Resultat | Placering | Resultat         | Placering        | Resultat         | Placering        |
| ---------------- | ----- | -------- | --------- | ---------------- | ---------------- | ---------------- | ---------------- |
| Dipna Lim Prasad | 100 m | 14.68    | 7         | Gick inte vidare | Gick inte vidare | Gick inte vidare | Gick inte vidare |

## Gymnastik
- Huvudartikel: Gymnastik vid olympiska sommarspelen 2012

### Artistisk
Damer
| Idrottare    | Gren     | Kval    | Kval    | Kval    | Kval    | Kval   | Kval      | Final            | Final            | Final            | Final            | Final            | Final            |
| Idrottare    | Gren     | Redskap | Redskap | Redskap | Redskap | Totalt | Placering | Redskap          | Redskap          | Redskap          | Redskap          | Totalt           | Placering        |
| Idrottare    | Gren     | F       | V       | UB      | BB      | Totalt | Placering | F                | V                | UB               | BB               | Totalt           | Placering        |
| ------------ | -------- | ------- | ------- | ------- | ------- | ------ | --------- | ---------------- | ---------------- | ---------------- | ---------------- | ---------------- | ---------------- |
| Lim Heem Wei | Mångkamp | 12.033  | 13.333  | 12.400  | 13.033  | 50.799 | 45        | Gick inte vidare | Gick inte vidare | Gick inte vidare | Gick inte vidare | Gick inte vidare | Gick inte vidare |

## Kanotsport
Sprint
| Kanotist               | Gren              | Heat     | Heat      | Semifinal        | Semifinal        | Final            | Final            |
| Kanotist               | Gren              | Tid      | Placering | Tid              | Placering        | Tid              | Placering        |
| ---------------------- | ----------------- | -------- | --------- | ---------------- | ---------------- | ---------------- | ---------------- |
| Geraldine Lee Wei Ling | Damernas K1 200 m | 45.552   | 8         | Gick inte vidare | Gick inte vidare | Gick inte vidare | Gick inte vidare |
| Geraldine Lee Wei Ling | Damernas K1 500 m | 2:01.037 | 4 Q       | 2:01.516         | 7                | Gick inte vidare | Gick inte vidare |

## Segling
Herrar
| Seglare            | Gren  | Lopp | Lopp | Lopp | Lopp | Lopp | Lopp | Lopp | Lopp | Lopp | Lopp | Lopp | Summerad poäng | Finalplacering |
| Seglare            | Gren  | 1    | 2    | 3    | 4    | 5    | 6    | 7    | 8    | 9    | 10   | M*   | Summerad poäng | Finalplacering |
| ------------------ | ----- | ---- | ---- | ---- | ---- | ---- | ---- | ---- | ---- | ---- | ---- | ---- | -------------- | -------------- |
| Colin Cheng Xin Ru | Laser | 4    | 25   | 26   | 20   | 28   | 34   | 10   | 2    | 17   | 14   | EL   | 145            | 15             |

M = Medaljlopp; EL = Eliminerad – gick inte vidare till medaljloppet;
Damer
| Seglare                | Gren         | Lopp | Lopp | Lopp | Lopp | Lopp | Lopp | Lopp | Lopp | Lopp | Lopp | Lopp | Summerad poäng | Finalplacering |
| Seglare                | Gren         | 1    | 2    | 3    | 4    | 5    | 6    | 7    | 8    | 9    | 10   | M*   | Summerad poäng | Finalplacering |
| ---------------------- | ------------ | ---- | ---- | ---- | ---- | ---- | ---- | ---- | ---- | ---- | ---- | ---- | -------------- | -------------- |
| Elizabeth Yin Yue Ling | Laser radial | 34   | 27   | 29   | 13   | 28   | 12   | 26   | 18   | 19   | 25   | EL   | 197            | 24             |

M = Medaljlopp; EL = Eliminerad – gick inte vidare till medaljloppet;